# Lijst van voetbalinterlands Bolivia - Guatemala
Deze lijst van voetbalinterlands is een overzicht van alle officiële voetbalwedstrijden tussen de nationale teams van Bolivia en Guatemala. De landen speelden tot op heden vijf keer tegen elkaar. De eerste ontmoeting, een vriendschappelijke wedstrijd, werd gespeeld in Guatemala-Stad op 5 maart 1999. Het laatste duel, eveneens een vriendschappelijke wedstrijd, vond plaats op 28 maart 2011 in Mazatenango.

## Wedstrijden
| № | Plaats          | Datum            | Competitie        | Wedstrijd           | Uitslag |
| - | --------------- | ---------------- | ----------------- | ------------------- | ------- |
| 1 | Guatemala-Stad  | 5 maart 1999     | Vriendschappelijk | Bolivia – Guatemala | 3 – 0   |
| 2 | San Diego       | 13 maart 1999    | Vriendschappelijk | Guatemala – Bolivia | 2 – 1   |
| 3 | Washington D.C. | 13 november 2004 | Vriendschappelijk | Guatemala – Bolivia | 1 – 0   |
| 4 | Washington D.C. | 6 augustus 2008  | Vriendschappelijk | Guatemala – Bolivia | 3 – 0   |
| 5 | Mazatenango     | 28 maart 2011    | Vriendschappelijk | Guatemala – Bolivia | 1 – 1   |

## Samenvatting
| Competitie        | Totaal gespeeld | Winst Bolivia | Gelijk | Winst Guatemala | Doelsaldo Bolivia – Guatemala |
| ----------------- | --------------- | ------------- | ------ | --------------- | ----------------------------- |
| Vriendschappelijk | 5               | 1             | 1      | 3               | 5 – 7                         |
| Totaal            | 5               | 1             | 1      | 3               | 5 – 7                         |

Wedstrijden bepaald door strafschoppen worden, in lijn met de FIFA, als een gelijkspel gerekend.

## Details

### Eerste ontmoeting
| Vriendschappelijk (Guatemala-Stad, Guatemala, 5 maart 1999):                                                                                            |              | |
| Guatemala | 0 – 3        | Bolivia |
| | goals        | 9' Fernando Ochoaizpur 55' Milton Coimbra 63' (pen.) Óscar Sánchez |
| Benjamin Monterroso | bondscoach   | Héctor Veira |
| Edgar Estrada Iván León Nelson Cáceres Guillermo Molina ??' Álvaro Jiménez Claudio Rojas Jorge Rodas Julio Girón César Alegria Fredy García Carlos Ruíz | opstellingen | Marco Barrero Fernando Ochoaizpur Marco Sandy Miguel Ángel Rimba Óscar Sánchez ??' Richard Uriona Sergio Castillo ??' Marco Etcheverry Iván Castillo Milton Coimbra ??' Jaime Moreno |
| Otto Rodríguez ??' | wissels      | ??' Vladimir Soria ??' Mauricio Ramos ??' Luis Liendo |

### Tweede ontmoeting
| Vriendschappelijk (San Diego, Verenigde Staten, 13 maart 1999): |              | |
| Guatemala | 2 – 1        | Bolivia |
| Jorge Pérez 18' Edgar Valencia 26' | goals        | 49' Juan Carlos Farah |
| Benjamin Monterroso | bondscoach   | Ovidio Mezza |
| Julio Engelenton Guillermo Molina 46' Nelson Cáceres Jorge Pérez Julio Rafael Claudio Rojas Guillermo Ortega Germán Ruano Edgar Valencia 67' Julio Rodas 78' Martin Machón | opstellingen | Marco Barrero 46' Marco Sandy Luis Cristaldo 46' Sergio Castillo Marco Etcheverry Milton Coimbra 85' Luis Liendo Juan Manuel Peña 81' Eduardo Jiguchi Juan Berthy Suárez 46' Iván Castillo |
| Catalino Pascal 46' Erick Miranda 67' Carlos Ruíz 78' | wissels      | 46' Juan Carlos Farah 46' Mauricio Ramos 46' Richard Uriona 81' Richard Rojas 85' Rolando Rea                                                                                              |
| | gele kaarten | 35' Luis Liendo 45+1' Milton Coimbra 52' Luis Cristaldo |

### Derde ontmoeting
| Vriendschappelijk (Washington D.C., Verenigde Staten, 13 november 2004): |              | |
| Guatemala | 1 – 0        | Bolivia |
| Carlos Ruiz 21' | goals        | |
| Ramón Maradiaga | bondscoach   | Ramiro Blacutt |
| Ricardo Trigueño Gustavo Cabrera 46' Nelson Morales Víctor Hernández Ángel Sanabria Mario Rodríguez Guillermo Ramírez Gonzalo Romero 73' Carlos Castillo 60' Wálter Estrada 60' Carlos Ruíz 46' | opstellingen | Leonardo Fernández Sergio Jáuregui Limbert Pizarro Ronald Arana Lorgio Álvarez 42' Rubén Tufiño 82' Getulio Vaca Limberg Gutiérrez 46' Luis Cristaldo Juan Carlos Arce Milton Coímbra |
| Pablo Melgar 46' Dwight Pezzarossi 46' Juan Carlos Plata 60' José Zacarias Antonio 60' Fredy Thompson 73'                                                                                       | wissels      | 42' Richard Rojas 46' Gonzalo Galindo 82' Marcelo Carballo |

### Vierde ontmoeting
| Vriendschappelijk (Washington D.C., Verenigde Staten, 6 augustus 2008): |              | |
| Guatemala | 3 – 0        | Bolivia |
| Dwight Pezzarossi 51' Guillermo Ramírez 56' Mario Rodríguez 64' | goals        | |
| Ramón Maradiaga | bondscoach   | Erwin Sánchez |
| Luis Pedro Molina 46' Luis Rodriguez Carlos Castrillo 52' Carlos Gallardo Yony Wilson Flores Gonzalo Romero 69' Guillermo Ramirez 78' Fredy Thompson 85' Fredy Garcia 46' Dwight Pezzarossi Mario Rodriguez | opstellingen | Hugo Suárez Limbert Méndez Ronald Rivero Luis Gutierrez 66' Jaime Moreno 46' Didi Torrico 52' Joselito Vaca Luis Ribeiro 55' Joaquim Botero 62' Mauricio Saucedo 82' Jaime Robles |
| Ricardo Trigueño 46' Abner Trigueros 46' Jaime Vides 52' Jean Marquez 69' Mynor Morales 78' Cristian Noriega 85'                                                                                            | wissels      | 46' Daner Pachi 52' Jaime Cardozo 55' Ricardo Pedriel 62' José Luis Chavez 66' Nelson Sossa 82' Edgar Olivares                                                                    |

### Vijfde ontmoeting
| Vriendschappelijk (Mazatenango, Guatemala, 28 maart 2011): |       |                     |
| Guatemala                                                  | 1 – 1 | Bolivia             |
| Carlos Ruíz 41'                                            | goals | 73' Ricardo Pedriel |

FBF · A-internationals · Selecties · Bondscoaches · Statistieken · Boliviaans vrouwenelftal · Olympisch elftal · Bolivia U21 · Bolivia U20 · Bolivia U19 · Bolivia U18 · Bolivia U17
1926–1949 · 
1950–1959 · 
1960–1969 · 
1970–1979 · 
1980–1989 · 
1990–1999 · 
2000–2009 · 
2010–2019 ·
2020−2029
CC 1999
WK 1930 · 
WK 1950 · 
WK 1994
1926 · 
1927 · 
1927 · 1928 · 1929 · 
1930 · 
1931 · 1932 · 1933 · 1934 · 1935 · 1936 · 1937 · 
1938 · 
1939 · 1940 · 1941 · 1942 · 1943 · 1944 · 
1945 · 
1946 · 
1947 · 
1948 · 
1949 · 
1950 · 
1951 · 1952 · 
1953 · 
1954 · 1955 · 1956 · 
1957 · 
1958 · 
1959 · 
1960 · 
1961 · 
1962 · 
1963 · 
1964 · 
1965 · 
1966 · 
1967 · 
1968 · 
1969 · 
1970 · 
1971 · 
1972 · 
1973 · 
1974 · 
1975 · 
1976 · 
1977 · 
1978 · 
1979 · 
1980 · 
1981 · 
1982 · 
1983 · 
1984 · 
1985 · 
1986 · 
1987 · 
1988 · 
1989 · 
1990 · 
1991 · 
1992 · 
1993 · 
1994 · 
1995 · 
1996 · 
1997 · 
1998 · 
1999 · 
2000 · 
2001 · 
2002 · 
2003 · 
2004 · 
2005 · 
2006 · 
2007 · 
2008 · 
2009 · 
2010 ·
2011 · 
2012 · 
2013 · 
2014 · 
2015 · 
2016 ·
2017 ·
2018 ·
2019 ·
2020 ·
2021 ·
2022 ·
2023 ·
2024
Algerije ·
Andorra ·
Argentinië ·
Brazilië ·
Bulgarije · 
Chili ·
Colombia ·
Costa Rica ·
Cuba ·
Curaçao ·
DDR ·
Duitsland ·
Ecuador ·
Egypte ·
El Salvador ·
Finland ·
Frankrijk ·
Griekenland ·
Guatemala ·
Guyana ·
Haïti ·
Honduras ·
Hongarije ·
Ierland ·
IJsland ·
Irak ·
Iran ·
Jamaica ·
Japan ·
Joegoslavië ·
Kameroen ·
Letland ·
Mexico ·
Myanmar ·
Nicaragua ·
Noord-Korea ·
Oezbekistan ·
Panama ·
Paraguay ·
Peru ·
Polen ·
Portugal ·
Roemenië ·
Rusland ·
Saoedi-Arabië ·
Senegal ·
Servië ·
Slowakije ·
Spanje ·
Trinidad en Tobago ·
Tsjecho-Slowakije ·
Uruguay ·
Venezuela ·
Verenigde Arabische Emiraten ·
Verenigde Staten ·
Zuid-Afrika ·
Zuid-Korea ·
Zwitserland
FNFG · A-internationals · Selecties · Guatemalteeks vrouwenelftal
1920 – 1949 ·
1950 – 1969 ·
1970 – 1979 ·
1980 – 1989 ·
1990 – 1999 ·
2000 – 2009 ·
2010 – 2019 ·
2020 − 2029
1921 · 
1922 · 
1923 · 
1923–1929 · 
1930 · 
1931–1934 · 
1935 · 
1935–1942 · 
1943 · 
1944 · 1945 · 
1946 · 
1947 · 
1948 · 
1949 · 
1950 · 
1941 · 1942 · 
1953 · 
1954 · 
1955 · 
1956 · 
1957 · 
1958 · 1959 · 
1960 · 
1961 · 1962 · 
1963 · 
1964 · 
1965 · 
1966 · 
1967 · 
1968 · 
1969 · 
1970 · 
1971 · 
1972 · 
1973 · 
1974 · 
1975 · 
1976 · 
1977 · 
1978 · 1979 · 
1980 · 
1981 · 1982 · 
1983 · 
1984 · 
1985 · 
1986 · 
1987 · 
1988 · 
1989 · 
1990 · 
1991 · 
1992 · 
1993 · 1994 · 
1995 · 
1996 · 
1997 · 
1998 · 
1999 · 
2000 · 
2001 · 
2002 · 
2003 · 
2004 · 
2005 · 
2006 · 
2007 · 
2008 · 
2009 · 
2010 · 
2011 · 
2012 · 
2013 · 
2014 ·
2015 ·
2016 ·
2017 ·
2018 ·
2019 ·
2020 ·
2021 ·
2022 ·
2023 ·
2024
Anguilla ·
Antigua en Barbuda ·
Argentinië ·
Armenië ·
Barbados ·
Belize ·
Bermuda ·
Bolivia ·
Brazilië ·
Britse Maagdeneilanden ·
Canada ·
Chili ·
Colombia ·
Costa Rica ·
Cuba ·
Curaçao ·
Dominica ·
Dominicaanse Republiek ·
Ecuador ·
El Salvador ·
Grenada ·
Guyana ·
Haïti ·
Honduras ·
IJsland ·
Iran ·
Israël ·
Jamaica ·
Japan ·
Mexico ·
Nederlandse Antillen ·
Nicaragua ·
Noorwegen ·
Panama ·
Paraguay ·
Peru ·
Polen ·
Puerto Rico ·
Qatar ·
Saint Lucia ·
Saint Vincent en de Grenadines ·
Slowakije ·
Sovjet-Unie ·
Suriname ·
Trinidad en Tobago ·
Uruguay ·
Venezuela ·
Verenigde Staten ·
Zuid-Afrika ·
Zuid-Korea